# Dūghān
Dūghān (persiska: دوغان) är en ort i Iran.   Den ligger i provinsen Östazarbaijan, i den nordvästra delen av landet, 500 km nordväst om huvudstaden Teheran. Dūghān ligger 1 369 meter över havet och antalet invånare är 106.
Terrängen runt Dūghān är kuperad åt nordost, men åt sydväst är den bergig.Runt Dūghān är det ganska glesbefolkat, med 29 invånare per kvadratkilometer. Närmaste större samhälle är Ahar, 13,7 km väster om Dūghān. Trakten runt Dūghān består i huvudsak av gräsmarker.